# Lasiocephala holzschuhi
Lasiocephala holzschuhi är en nattsländeart som beskrevs av Malicky 1977. Lasiocephala holzschuhi ingår i släktet Lasiocephala och familjen kantrörsnattsländor. Inga underarter finns listade i Catalogue of Life.